# Topný faktor
Topný faktor tepelného čerpadla udává poměr vyprodukovaného tepla a spotřebované energie, jinými slovy poměr topného výkonu k příkonu.
Je jedním ze základních parametrů, které stanovují „účinnost“ tepelného čerpadla. Čím vyšší topný faktor je uveden na tepelném čerpadle, tím levnější je samotný provoz zařízení.
V praxi jsou používány 2 druhy topných faktorů
- COP (Coefficient of Performance) – ukazatel hodnot v laboratorních podmínkách
- SCOP (Seasonal Coefficient of Performance) – ukazatel průměrných hodnot za celou topnou sezónu

## COP
Tento ukazatel se dne řídí normou EN 14 511
Vzoreček pro výpočet topného faktoru (COP) je
{\displaystyle COP={\frac {|Q|}{\Delta W}}} 

kde {\displaystyle |Q|\ } je přijaté teplo, a {\displaystyle \Delta W\ } je mechanická práce spotřebovaná tepelným čerpadlem.
Obvyklá hodnota se pohybuje v rozmezí 2,5 až 5.

## SCOP (označován také SPF nebo SEER)
Tento topný faktor se řídí normou EN 14 825.
Tato norma počítá průměrný roční výkon tepelného čerpadla v 3 různých klimatických podmínkách (chladnější podnebí, mírné podnebí,
středomořské podnebí), kdy kalkulovaný počet hodin topné sezóny činí:
- chladné podnebí 6 446 hodin
- mírné podnebí 4 910 hodin
- teplé (středomořské) podnebí 3 590 hodin

Norma  EN 14 825 rovněž udává, v jakých teplotách musí být tepelná čerpadla testována, aby bylo možné určit jejich SCOP v jednotlivých klimatických podmínkách.

## Teploty pro testování SCOP tepelných čerpadel v jednotlivých klimatických podmínkách
| Chladné klima | Mírné klima | Teplé (středomořské) klima |
| ------------- | ----------- | -------------------------- |
| −15 °C        | −7 °C       | 2 °C                       |
| −7 °C         | 2 °C        | 7 °C                       |
| 2 °C          | 7 °C        | 12 °C                      |
| 7 °C          | 12 °C       |                            |
| 12 °C         |             |                            |

Příklad: Tepelné čerpadlo má výkon 12 kW a elektrický příkon 3 kW. Topný faktor je 12/3 = 4. Pokud má jedno tepelné čerpadlo při stejných podmínkách topný faktor 4,5 a druhé 3,3 znamená to, že druhé spotřebuje pro svůj provoz o 36 % více elektrické energie než první a tudíž jeho provoz je podstatně dražší. Topný faktor se u tepelného čerpadla mění podle podmínek ve kterých pracuje. Ten samý stroj může mít topný faktor 7 a při jiných podmínkách třeba jen 2. Proto srovnávejte topné faktory vždy při stejných podmínkách. Podmínky se uvádějí například takto: 0/35 EN 14 511, což znamená, že na vstupu do tepelného čerpadla je tekutina o teplotě 0 °C a na výstupu do topného systému tekutina o teplotě 35 °C. To vše je měřeno podle metodiky normy EN 14 511.
Obecně platí, že tepelná čerpadla se hodí do nových výstaveb s podlahovým vytápěním a otopnými tělesy, bytů s dálkovým vytápěním a také pasivních domů s nízkými tepelnými ztrátami. Naopak tepelná čerpadla není z hlediska dnešních nákladů finančně výhodné umístit do domu, kde se topí v kotlích na tuhá paliva, jakkoliv z hlediska ochrany klimatu a redukce produkce CO2 má vzhledem k typické účinnosti čerpadla mezi 3 a 4 význam téměř každé nainstalované tepelné čerpadlo.